# Rhubarb and Rascals
Rhubarb and Rascals è un cortometraggio muto del 1914 diretto da Hay Plumb.

## Trama
Un eroe batte un cattivo e salva a casa sua una bella vedova.

## Produzione
Il film fu prodotto dalla Hepworth.

## Distribuzione
Distribuito dalla Hepworth, il film - un cortometraggio di 213 metri - uscì nelle sale cinematografiche britanniche nel luglio 1914.
Fu distrutto nel 1924 dallo stesso produttore, Cecil M. Hepworth. Fallito, in gravissime difficoltà finanziarie, Hepworth pensò in questo modo di poter almeno recuperare il nitrato d'argento della pellicola.